# Powiat Lubański
Der Powiat Lubański ist ein Powiat (Kreis) in der Woiwodschaft Niederschlesien in Polen, mit dem Sitz in Lubań (Lauban). Der Powiat zählt rund 54.500 Einwohner und gehört der Euroregion Neiße an.

## Gemeinden
Der Powiat umfasst sieben Gemeinden, davon zwei Stadtgemeinden, zwei Stadt-und-Land-Gemeinden, deren gleichnamiger Hauptort das Stadtrecht besitzt, sowie drei Landgemeinden.
Einwohnerzahlen vom 31. Dezember 2020
Stadtgemeinden
1. Lubań (Lauban) – 20.723
2. Świeradów-Zdrój (Bad Flinsberg) – 3995

Stadt-und-Land-Gemeinden
1. Leśna (Marklissa) – 9948
2. Olszyna (Mittel Langenöls) – 6472

Landgemeinden
1. Lubań – 6569
2. Platerówka (Ober Linda) – 1629
3. Siekierczyn (Geibsdorf) – 4516

Das Gebiet des Powiat ist nicht identisch mit dem früheren Landkreis Lauban.